# Eduardo González Calleja
Eduardo González Calleja (Madrid, 12 de marzo de 1962) es un historiador español especializado en la Edad Contemporánea, catedrático en la Universidad Carlos III de Madrid.

## Biografía
Se doctoró en Historia Contemporánea por la Universidad Complutense, con una tesis titulada La radicalización de la derecha durante la Segunda República. 1931-1936. Violencia, paramilitarización y fascistización en la crisis española de los años treinta, en 1989. Obtuvo plaza de investigador titular del Instituto de Historia del Consejo Superior de Investigaciones Científicas. Sus investigaciones han versado sobre la teoría de la violencia política y su desarrollo histórico en la España contemporánea, la evolución de los grupos de extrema derecha y fascistas en la Europa de entreguerras, las imágenes del Mediterráneo en la cultura española, la acción política y cultural del franquismo y de la actual monarquía democrática hacia América Latina, la emigración política española en el tránsito del siglo XIX al siglo XX, la historia del deporte, la teoría y la historia del terrorismo y la historia social y política de los instrumentos estatales de orden público.

## Obras
- (con Fredes Limón) La Hispanidad como instrumento de combate. Raza e imperio en la prensa franquista durante la Guerra Civil española (1936-1939) (CSIC, 1988).[4]
- (con Javier Moreno) Elecciones y parlamentarios. Dos siglos de historia en Castilla-La Mancha, 1810-1976 (Cortes de Castilla-La Mancha, 1993).[5]
- (con Fernando del Rey) La defensa armada contra la revolución. Una historia de las guardias cívicas en la España del siglo XX (CSIC, 1995).[6]
- La violencia política en Europa (Historia 16, 1995).[7]
- La razón de la fuerza. Orden público, subversión y violencia política en la España de la Restauración (1874-1917) (CSIC, 1998).[8]
- El máuser y el sufragio. Orden público, subversión y violencia política en la crisis de la Restauración (1917-1931) (CSIC, 1999).[8]
- (con Denis Rolland, Antonio Niño, Lorenzo Delgado y Miguel Rodríguez) L’Espagne, la France et l’Amérique Latine. Politiques culturelles, propagandes et relations internationales, XXe siècle (L’Harmattan, 2001).[9]
- (con Manuel Vázquez Montalbán) La Méditerranée espagnole (Maisonneuve & Larose, 2000).[10]
- (con Julio Aróstegui y Sergio Riesco) El siglo XX (Arlanza Ediciones, 2001).[11]
- El terrorismo en Europa (Arco Libros, 2001).[12]
- La violencia en la política. Perspectivas teóricas sobre el empleo deliberado de la fuerza en los conflictos de poder (CSIC, 2002).[13]
- Los golpes de Estado (Arco Libros, 2003).[14]
- (con Julio Aróstegui y Jordi Canal)  El carlismo y las guerras carlistas. Hechos, hombres e ideas (La Esfera de los Libros, 2003).[15]
- (con Antonio Fontecha) Una cuestión de honor. La polémica sobre la anexión de Santo Domingo vista desde España (1861-1865) (Fundación García Arévalo, 2005).[16]
- La España de Primo de Rivera (1923-1930). La modernización autoritaria (Alianza, 2005).[17]
- El fenómeno terrorista (Dastin Ediciones, 2006).[18]
- Rebelión en las aulas. Movilización y protesta estudiantil en la España contemporánea (1865-2008) (Alianza, 2009)[19]
- Contrarrevolucionarios. Radicalización violenta de las derechas durante la Segunda República, 1931-1936 (Alianza, 2011).[20][21]
- Los totalitarismos (Ed. Síntesis, 2012).[22]
- Nelle tenebre di brumaio. Quattro secoli di riflessione politica sul colpo di Stato (Società Editrice Dante Alighieri, 2012).[23]
- El laboratorio del miedo. Una historia general del terrorismo, de los sicarios a al Qa’ida (Crítica, 2013).[24][25]
- Las guerras civiles. Perspectiva de análisis desde las Ciencias Sociales (Los Libros de la Catarata, 2013).[26]
- Memoria e Historia. Vademécum de conceptos y debates fundamentales (Los Libros de la Catarata, 2013).[27]
- (con Paul Aubert) Nidos de espías. España, Francia y la Primera Guerra Mundial, 1914-1919 (Alianza, 2014).[28][29]
- En nombre de la autoridad. La defensa del orden público durante la Segunda República Española (1931-1936) (Comares, 2014).[30]
- (con Francisco Cobo, Ana Martínez y Francisco Sánchez) La Segunda República española (Pasado & Presente, 2015).[31]
- (con Carlos María Rodríguez, Rosario Ruiz y Francisco Sánchez)  La España del siglo XX. Síntesis y materiales para su estudio (Alianza, 2015).[32]
- Cifras cruentas. Las víctimas mortales de la violencia sociopolítica en la Segunda República española (1931-1936) (Comares, 2015).[33]
- Asalto al poder. La violencia política organizada y las ciencias sociales (Siglo XXI, 2017).[34]
- El golpe dominicano de febrero de 1930 en el contexto latinoamericano (Fundación García Arévalo, Inc., 2017).[35]
- Socialismos y comunismos. Claves históricas de dos movimientos políticos (Paraninfo, 2017).[36]
- Guerras no ortodoxas. La “estrategia de la tensión” y las redes del terrorismo neofascista en Europa del Sur y América Latina (Los Libros de la Catarata, 2018).[37]
- Política y violencia en la España contemporánea, vol. 1: del Dos de Mayo al Primero de Mayo (1808-1903) (Akal, 2019).[38]
- Iglesia, Falange y Nuevo Estado. La jerarquía católica ante el proceso de fascistización del primer franquismo (1936-1945) (Comares, 2023).[39]
- Política y violencia en la España contemporánea, vol. 2: del Cu-Cut! al Procés (1902-2019) (Akal, 2024).[40]
- 1934. Involución y revolución en la Segunda República (Akal, 2024).[41]

## Editor y coordinador
- (ed.) Políticas del miedo. Un balance del terrorismo en Europa (Biblioteca Nueva, 2002).[42]
- (coord. con Francisco Villacorta y Bartolomé Escandell) Historia del Real Madrid, 1902-2002. La entidad, los socios, el madridismo (Everest, 2002).[43]
- (ed. con Javier G. de Durana) Laocoonte devorado. Arte. Política. Violencia (Artium, 2004).[44]
- (coord. con Sophie Baby y Olivier Compagnon) Violencia y transiciones políticas a finales del siglo XX. Europa del Sur-América Latina (Casa de Velázquez, 2009).[45]
- (coord. con Jesús A. Martínez, Sandra Souto y Juan A. Blanco) El valor de la Historia. Homenaje al profesor Julio Aróstegui (Ed. Complutense, 2009).[46]
- (ed. con Rocío Navarro) La España del Frente Popular. Política, sociedad, conflicto y cultura en la España de 1936 (Comares, 2011).[47]
- (coord. con Jordi Canal) Guerras civiles. Una clave para entender la Europa de los siglos XIX y XX (Casa de Velázquez, 2012).[48]
- (coord. con Álvaro Ribagorda) La Universidad Central durante la Segunda República. Las Ciencias Humanas y Sociales y la vida universitaria (1931-1939) (Dykinson, 2013).[49]
- (ed.) España, tomo 4: 1930-1960. Mirando hacia adentro (Mapfre-Taurus, 2014).[50]
- (ed. con Federico Castro) Las horas muertas. Diarios de José Manaut Viglietti. Madrid, 1939-1944 (Biblioteca Nueva, 2016).[51]
- (ed. con Álvaro Ribagorda) Luces y sombras del 14 de abril. La historiografía sobre la Segunda República española (Biblioteca Nueva, 2017).[52]
- (ed.) Anatomía de una crisis. 1917 y los españoles (Alianza, 2017).[53]
- (dir. con Elisabel Larriba)  Les intellectuels espagnols en temps de crise, XIX-XXe siècle. Hommage à Paul Aubert (Presses Universitaires de Provence, 2021).[54]